# Ludwik Hering
Ludwik Hering (ur. 2 lipca 1908 w Warszawie, zm. 4 grudnia 1984 tamże) – polski pisarz, autor opowiadań okupacyjnych. Mentor Mirona Białoszewskiego, z którym współtworzył Teatr Osobny. Najbliższy przyjaciel i partner Józefa Czapskiego, który napisał o nim: „Nie śmiem nazwać go moim uczniem, bo sam w swoim czasie zawdzięczam mu swoją wizję malarską”.

## Życiorys
Pochodził z warszawskiej inteligenckiej rodziny kalwińskiej. Podjął naukę w Szkole Rysunkowej im. Gersona, ale w wieku 19 lat, pod wpływem m.in. samobójstwa ojca, przerwał ją. Dzięki przyjacielowi ojca, dostał pracę bibliotekarza w sanatorium w pałacu Małachowskich w Nałęczowie. W 1933 wrócił do Warszawy, rozważając rozpoczęcie studiów na Akademii Sztuk Pięknych, pomimo zniechęcającej „zatęchłej atmosfery skostniałej secesji”. W 1934 na wystawie kapistów w siedzibie IPS-u poznał wystawiającego tam Józefa Czapskiego, z którym nawiązał wkrótce długą i zażyłą relację. Czapski zaczął nauczać Heringa malarstwa, w 1936 obaj zamieszkali w domu w Józefowie, gdzie do 1939 zajmowali się pracą pisarską i malarską (Hering nie publikował wtedy swojej twórczości).
W czasach wojennych opiekował się dorobkiem Czapskiego (który wyjechał we wrześniu 1939 na front), zostawionym w pracowni na Filtrowej. Po aresztowaniu w obozie w Starobielsku Czapskiemu udało się nawiązać kontakt listowy z Heringiem. W ten sposób ich relacja była utrzymywana korespondencyjnie przez 33 lata, zanim na nowo się spotkali, i przetrwała do końca życia Heringa. Hering mieszkał najpierw w Lesznie 113, po spaleniu budynku na ul. Deotymy 37, a następnie z rodziną (w tym z Ludmiłą Murawską) na ul. Częstochowskiej 44. W mieszkaniu spotykali się przyjaciele rodziny, m.in. poznany w 1940 Miron Białoszewski. Ludwik Hering czytał jego poematy i stał się jego mentorem. Podczas okupacji Hering pracował jako stróż w magazynach garbarni Temmlera i Szwedego oraz aktywnie zajmował się pomocą Żydom, wyprowadzaniem ich z getta i szukaniem schronienia. Pod nazwiskiem zmarłego w Auschwitz brata Ludwika, Leonarda, ukrywał się pisarz Adolf Rudnicki.
Kiedy 5 sierpnia 1944 kamienice na Częstochowskiej zaatakowała kolaborująca z Niemcami Rosyjska Wyzwoleńcza Armia Ludowa generała Bronisława Kamińskiego, dorobek artystyczny Heringa i Czapskiego spłonął, a rodzina Heringa trafiła do obozów. Po ucieczce z obozu w Pruszkowie tułali się po Mazowszu. Po wkroczeniu wojska rosyjskiego do Radomia 16 stycznia 1945 Hering został doprowadzony do NKWD i aresztowany na 48 godzin po uznaniu za Niemca (przez skojarzenie nazwiska z Göring). Po zwolnieniu otrzymał nakaz nieopuszczania miasta i meldowania się co tydzień. Został on zawieszony dzięki korespondencyjnemu odnalezieniu Marii Czapskiej, która zorganizowała pismo ze Związku Artystów Plastyków, poświadczające o tym, że Hering był znanym Czesławowi Rzepińskiemu Polakiem i malarzem. Dzięki temu Hering mógł wyruszyć do Łodzi, gdzie zamieszkał w Domu Literatów i pisał opowiadania: Ślady, Metę, Zieleniak. Janina Zagołowa w swoim artykule w „Kuźnicy” z 1949, pisząc o rzeźbie "Włókniarki" na grobie Włady Bytomskiej, podaje jako jej autorów Hannę Nałkowską i Heringa.
Po wojnie patronował rozwojowi malarstwa swojej siostrzenicy, Ludmiły Murawskiej. Od 1953 prowadzone już od czasów wojennych spotkania Heringa, Murawskiej i Białoszewskiego zamieniały się powoli w tworzenie teatru, którego inspiratorem i duchem był Ludwik Hering. Od 1955 wraz z Ludmiłą Murawską kostiumy i scenografię do sztuk Białoszewskiego (m.in. do Wypraw krzyżowych), wystawianych w Teatrze Na Tarczyńskiej. W 1958 trio twórców odeszło z Teatru na Tarczyńskiej i założyło działający do 1963 własny Teatr Osobny, dający przedstawienia w mieszkaniu Białoszewskiego przy pl. Dąbrowskiego. W latach 70. Białoszewski ujawnił, że Hering był faktycznym autorem sztuk Peruga, czyli Szwagier Europy, Szury, Stworzenie świata, części Kabaretu. Pieśni na krzesło i głos oraz współautorem Osmędeuszy i Wiwisekcji. W 1970 PIW opublikował tom dramatów Teatr Osobny, w całości pod nazwiskiem Mirona Białoszewskiego, za zgodą Heringa. To on – jak zaświadcza Murawska – był autorem wstępu, który podpisał inicjałami M.B. Później jednak Hering wymógł na Białoszewskim oświadczenie o autorstwie sztuk, opublikowane w „Dialogu” w 1977. W trzecim wydaniu Teatru Osobnego (2015) teksty autorstwa lub współautorstwa Heringa zostały podpisane jego nazwiskiem.
Po śmierci matki (1970) i siostry (1971) przeszedł na emeryturę w 1972. W listopadzie tego roku, dzięki zabiegom Czapskiego, mógł pojechać do Paryża. Było to ich pierwsze spotkanie od 33 lat.
Latem 1984 z powodu kłopotów zdrowotnych trafił do szpitala, gdzie przeprowadzono drobny zabieg operacyjny. Miał ponownie przyjechać do Paryża pod koniec 1984, ale 4 grudnia popełnił samobójstwo. Został pochowany w grobie rodzinnym na cmentarzu Ewangelicko-Augsburskim w Warszawie (aleja 59, grób 51).

## Twórczość
- Meta, Ślady, Zieleniak, w: W oczach pisarzy. Antologia noweli wojennej (1939–1945) (Rzym: Instytut Literacki 1947)[a]
- Teatr Osobny (z Mironem Białoszewskim, Warszawa: PIW, 2015)[b]
- Józef Czapski / Ludwik Hering, Listy. T. I–II. (Oprac. Ludmiła Murawska-Péju, Dorota Szczerba, Julia Juryś, Piotr Kłoczowski. Gdańsk: Fundacja Terytoria Książki, 2015–2016)